# Ponikiew Duża
Ponikiew Duża – wieś sołecka w Polsce położona w województwie mazowieckim, w powiecie ostrołęckim, w gminie Goworowo].
Wierni Kościoła rzymskokatolickiego należą do parafii Podwyższenia Krzyża Świętego w Goworowie.

## Historia
W latach 1921–1939 wieś i folwark leżał w województwie białostockim, w powiecie ostrołęckim, w gminie Goworowo.
Według Powszechnego Spisu Ludności z 1921 roku zamieszkiwało:
- folwark – 80 osób, 77 było wyznania rzymskokatolickiego a 3 mojżeszowego. Jednocześnie 77 mieszkańców zadeklarowało polską przynależność narodową a 3 żydowską. Były tu 2 budynki mieszkalne[8]. W tym okresie majątek ziemski posiadał Antoni Glinka (220 mórg)[9].
- wieś – 174 osób w 30 budynkach mieszkalnych[8].

Miejscowości należały do parafii rzymskokatolickiej w Goworowie. Podlegały pod Sąd Grodzki w Ostrołęce i Okręgowy w Łomży; właściwy urząd pocztowy mieścił się w Goworowie.
W wyniku agresji niemieckiej we wrześniu 1939 wieś znalazła się pod okupacją niemiecką. Od 1939 do wyzwolenia w 1945 włączona w skład dystryktu warszawskiego.
W latach 1975–1998 miejscowość administracyjnie należała do województwa ostrołęckiego.
W 1827 r. miała 25 domów i 181 mieszkańców. Zajmowała obszar 1028 mórg. 
W latach 1975–1998 miejscowość administracyjnie należała do województwa ostrołęckiego.